# Howard Berger
Howard Berger   (Burbank, 20 de desembre de 1964) és un creador d'efectes especials de maquillatge conegut sobretot pel seu treball a les pel·lícules de  Les Cròniques de Narnia. Té més de 200 pel·lícules al seu crèdit des de 1977.
Berger és el cofundador de KNB EFX Group juntament amb Robert Kurtzman i Greg Nicotero. L'empresa està especialitzada en maquillatge protèsic, més conegut com a efectes especials de maquillatge, i ha treballat en més de 400 projectes de cinema i televisió.
Berger també treballa sovint amb Sam Raimi amb qui treballa des de 1986. Darrerament van treballar junts a Oz the Great and Powerful.
També va guanyar un Emmy pel maquillatge al programa de televisió The Walking Dead.

## Vida personal
Té 3 fills, anomenats Kelsey, Travis i Jake.

## Filmografia selectiva
- 1985 : El dia dels morts (Day of the Dead) de George Romero
- 1987 : Evil Dead II de Sam Raimi
- 1989 : Malson a Elm Street 5: El nen somiador (A Nightmare on Elm Street : The Dream Child) de Stephen Hopkins
- 1990 : Bride of Re-Animator de Brian Yuzna
- 1992 : L'exèrcit de les tenebres (Army of Darkness) de Sam Raimi
- 1993 : Maniac Cop 3 de William Lustig
- 1996 : Scream de Wes Craven
- 1998 : Vampirs de John Carpenter de John Carpenter
- 1999 : La milla verda (The Green Mile) de Frank Darabont
- 2000 : The Cell de Tarsem Singh
- 2001 : Spy Kids de Robert Rodriguez
- 2001 : Mulholland Drive de David Lynch
- 2001 : Fantasmes de Mart de John Carpenter
- 2002 : Cabin Fever d'Eli Roth
- 2003 : Kill Bill de Quentin Tarantino
- 2005 : Sin City de Frank Miller i Robert Rodriguez
- 2005 : Land of the Dead de George Romero
- 2005 : Les Cròniques de Nàrnia: El lleó, la bruixa i l'armari (The Chronicles of Narnia: The Lion, the Witch and the Wardrobe) d'Andrew Adamson
- 2006 : Els turons tenen ulls (The Hills Have Eyes) d'Alexandre Aja
- 2012 : Hitchcock de Sacha Gervasi

## Nominacions als Oscars
Tots dos estan al Millor maquillatge
- Premis Oscar de 2005 - Les Cròniques de Nàrnia: El lleó, la bruixa i l'armari. Compartit amb Tami Lane. Guanyador.[3]
- Premis Oscar de 2012 - Nominat per Hitchcock, compartida amb Peter Montagna i Martin Samuel. Va perdre davant Els miserables.[4]

Al XXXV Festival Internacional de Cinema Fantàstic de Catalunya va rebre el premi als millors efectes especials, compartit amb Robert Kurtzman, Greg Nicotero per la seva feina a Cabin Fever.